# Hydrichthys mirus
Hydrichthys mirus is een hydroïdpoliep uit de familie Hydrichthyidae. De poliep komt uit het geslacht Hydrichthys. Hydrichthys mirus werd in 1887 voor het eerst wetenschappelijk beschreven door Fewkes. 